# Pavare trihexagonală
În geometrie pavarea trihexagonală este una dintre cele 11 pavări uniforme ale planului euclidian cu poligoane regulate. Este formată din triunghiuri echilaterale și hexagoane regulate, aranjate astfel încât fiecare hexagon să fie înconjurat de triunghiuri și invers. Numele derivă din faptul că combină o pavare hexagonală regulată și o pavare triunghiulară. Două hexagoane și două triunghiuri alternează în jurul fiecărui vârf, iar laturile  acestora formează un aranjament infinit de linii. Pavarea duală este pavarea rombică.
Acest model și locul său în clasificarea pavărilor uniforme erau deja cunoscute de Johannes Kepler, după cum apare în cartea sa din 1619, Harmonices Mundi. Modelul a fost folosit de mult în Japonia pentru coșuri împletite, unde este numit „kagome”. Termenul japonez pentru acest model a fost preluat în fizică, unde este numit „rețea Kagome”. Apare și în structurile cristaline ale anumitor minerale.

## Kagome

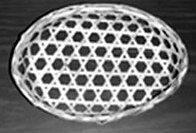
Coș japonez cu modelul kagome

Kagome este un model de împletitură de bambus tradițională japoneză; numele său este compus din cuvintele „kago”, care înseamnă „coș”, și „me”, care înseamnă „ochi”, referindu-se la modelul găurilor dintr-un coș împletit.

Detalii ale modelului kagome

Este un aranjament de triunghiuri întrețesute astfel încât fiecare punct în care două șipci se încrucișează să aibă patru puncte învecinate, formând modelul unei pavări trihexagonale. Procesul împletirii conferă modelului Kagome o simetrie chirală a grupului de tapet⁠(d) p6, (632).

Duala: pavare rombică

### Rețeaua Kagome
Termenul de „rețea kagome” a fost inventat de fizicianul japonez Kôdi Husimi și a apărut pentru prima dată într-o lucrare din 1951 a asistentului său, Ichirō Shōji. În acest sens rețeaua kagome constă din vârfurile și laturile pavărilor trihexagonale. În ciuda numelui, aceste puncte de trecere nu formează o rețea matematică.
O structură tridimensională înrudită, formată din vârfurile și laturile fagurelui cubic pe sfert, umplând spațiul cu tetraedre regulate și tetraedre trunchiate, a fost numită rețea hiperkagome. Rețeaua conține patru seturi de plane paralele de puncte și drepte, fiecare plan fiind o rețea kagome bidimensională. O a doua expresie tridimensională are straturi paralele de rețele bidimensionale și se numește rețea kagome ortorrombică. Fagurele prismatic trihexagonal reprezintă laturile și vârfurile sale.
Unele minerale, cum ar fi jarozitul⁠(d) și herbertsmithitul⁠(d), conțin straturi bidimensionale sau aranjament tridimensional al rețelei kagome de atomi în structura lor cristalină. Aceste minerale prezintă proprietăți fizice noi legate de magnetism. De exemplu, aranjamentul de spin al ionilor magnetici din Co3V2O8 este o rețea kagome care prezintă un comportament magnetic particular la temperaturi scăzute. S-a descoperit că magneții cuantici realizați din metale Kagome⁠(d) prezintă multe fenomene electronice și magnetice neașteptate.

## Simetrie

Domeniu fundamental al triunghiului 30-60-90 al simetriei p6m (*632)

Pavarea trihexagonală are simbolul Schläfli r{6,3} și diagrama Coxeter , simbolizând faptul că este o pavare hexagonală, {6,3}, rectificată. Simetriile pot fi descrise de grupul de tapet p6mm, (*632), iar pavarea poate fi derivată prin construcția Wythoff din domeniile fundamentale de reflexie ale acest grup. Pavarea trihexagonală este o pavare cvasiregulată, alternând două tipuri de poligoane, cu configurația vârfului (3.6)2. Este, de asemenea, o pavare uniformă, una dintre cele opt derivate din pavarea hexagonală regulată.

### Colorare uniformă
Există două colorări uniforme diferite ale unei pavări trihexagonale. Identificarea culorilor prin indici de pe cele 4 fețe din jurul unui vârf (3.6.3.6) este: 1212, 1232. A doua se numește pavare hexagonală cantelată, h2{6,3}, cu triunghiuri de două culori, existente în simetria grupului de tapet p3m1 (*333).
| Simetrie            | p6m, (*632) | p3m, (*333)       |
| ------------------- | ----------- | ----------------- |
| Colorare            |             |                   |
| domeniu fundamental |             |                   |
| Wythoff             | 2 \| 6 3    | 3 3 \| 3          |
| Coxeter             |             | =                 |
| Schläfli            | r{6,3}      | r{3[3]} = h2{6,3} |

### Împachetarea cercurilor

Pavarea trihexagonală poate fi folosită la împachetarea cercurilor, plasând cercuri cu diametru egal în centrul fiecărui punct. Fiecare cerc este în contact cu alte 4 cercuri din împachetare (număr de contacte).

## Pavări echivalente topologic
Pavarea trihexagonală poate fi distorsionată geometric în pavări echivalente din punct de vedere topologic, cu simetrie inferioară. În aceste variante de pavări, laturile nu se aliniază neapărat pentru a forma drepte. 
| p3m1, (*333) | p3m1, (*333) | p3m1, (*333) | p3, (333) | p31m, (3*3) | p31m, (3*3) | cmm, (2*22) |
| ------------ | ------------ | ------------ | --------- | ----------- | ----------- | ----------- |
|              |              |              |           |             |             |             |

## Pavări cvasiregulate înrudite
Pavarea trihexagonală există într-o succesiune de simetrii de pavări cvasiregulate cu configurația vârfurilor (3.n)2, mergând de la pavările sferei la cele ale planului euclidian și ale planului hiperbolic. Cu notația orbifold de simetrie *n32 toate aceste pavări sunt construcții Wythoff într-un domeniu fundamental de simetrie, cu puncte generatoare în colțul în unghi drept al domeniului.
| Pavări cvasiregulate cu simetrii orbifold *n32: (3.n)2 | Pavări cvasiregulate cu simetrii orbifold *n32: (3.n)2 | Pavări cvasiregulate cu simetrii orbifold *n32: (3.n)2 | Pavări cvasiregulate cu simetrii orbifold *n32: (3.n)2 | Pavări cvasiregulate cu simetrii orbifold *n32: (3.n)2 | Pavări cvasiregulate cu simetrii orbifold *n32: (3.n)2 | Pavări cvasiregulate cu simetrii orbifold *n32: (3.n)2 | Pavări cvasiregulate cu simetrii orbifold *n32: (3.n)2 |
| Construcție                                            | Sferic                                                 | Sferic                                                 | Sferic                                                 | Euclidian                                              | Hiperbolic                                             | Hiperbolic                                             | Hiperbolic                                             |
| Construcție                                            | *332                                                   | *432                                                   | *532                                                   | *632                                                   | *732                                                   | *832...                                                | *∞32                                                   |
| ------------------------------------------------------ | ------------------------------------------------------ | ------------------------------------------------------ | ------------------------------------------------------ | ------------------------------------------------------ | ------------------------------------------------------ | ------------------------------------------------------ | ------------------------------------------------------ |
| Figuri cvasiregulate                                   |                                                        |                                                        |                                                        |                                                        |                                                        |                                                        |                                                        |
| Vârf                                                   | (3.3)2                                                 | (3.4)2                                                 | (3.5)2                                                 | (3.6)2                                                 | (3.7)2                                                 | (3.8)2                                                 | (3.∞)2                                                 |

## Apeirogoane complexe regulate înrudite
Există 2 apeirogoane complexe regulate, care au în comun vârfurile pavării trihexagonale. Apeirogoanele complexe regulate au vârfuri și laturi, unde laturile pot conține 2 sau mai multe vârfuri. Apeirogoanele regulate p{q}r sunt constrânse de: 1/p + 2/q + 1/r = 1. Laturile au vârfurile p aranjate ca un poligon regulat, iar figura vârfului este r-gonală.
Prima are laturi triunghiulare, câte două în jurul fiecărui vârf, iar a doua are laturi hexagonale, tot câte două în jurul fiecărui vârf.
|           |          |
| 3{12}2 or | 6{6}2 or |